# Prió becfí
El prió becfí o petrell prió becfí (Pachyptila belcheri) és un ocell marí de la família dels procel·làrids (Procellariidae) d'hàbits pelàgics que habita des dels mars meridionals d'Austràlia i Nova Zelanda, cap a l'oest fins a Sud-amèrica meridional. Cria a Malvines i Kerguelen.